# Franciszka Abramowicz

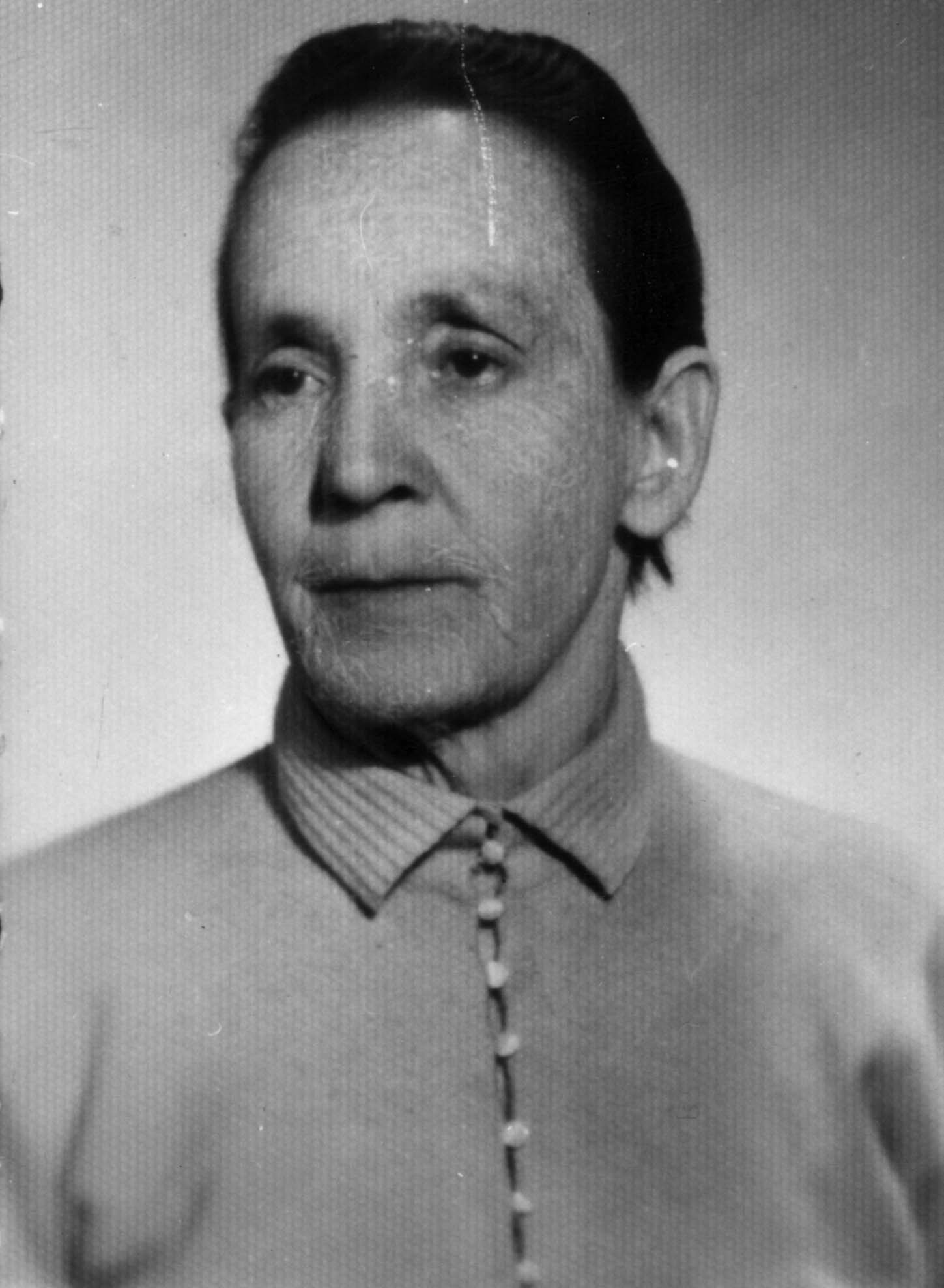
Franciszka Abramowicz, fotografia portretowa.

Franciszka Abramowicz (ur. 1899, zm. 1990) – mieszkanka Międzyrzeca Podlaskiego, Sprawiedliwa wśród Narodów Świata.

## Życiorys
W trakcie II wojny światowej przebywała w Międzyrzecu Podlaskim. Zaangażowała się w pomoc swojemu żydowskiemu sąsiadowi, Senderowi Dyszli. Ukrywała go we własnym domu, w piwnicy. Po dekonspiracji za sprawą donosu sąsiadów do Gestapo, pomagała mu w ukryciu w okolicznym lesie, a gdy zagrożenie minęło, ponownie przyjęła pod swój dach. Abramowicz utrzymywała kontakt z Senderem Dyszlą do 1947 r., kiedy wyemigrował on do Argentyny.
14 stycznia 1987 r. otrzymała przyznany przez instytut Jad Waszem medal Sprawiedliwy wśród Narodów Świata.
W 2017 r. otrzymała pośmiertnie honorowe obywatelstwo Izraela.